# Casa la Collada (Gósol)
La Casa la Collada és un edifici del municipi de Gósol (Berguedà) inclosa en l'Inventari del Patrimoni Arquitectònic de Catalunya.

## Descripció
Es tracta d'una masia d'estructura clàssica coberta a dues aigües amb el carener perpendicular a la façana de ponent. És de planta rectangular, ubicada en un terreny amb cert desnivell i organitzada en planta baixa i tres pisos superiors. El parament és de petites pedres sense treballar unides amb molt de morter. Les obertures són de dimensions més aviat petites, allindanades i disposades de forma arbitrària. Hi ha dues entrades a la casa, ambdues cobertes amb un petit ràfec de teula àrab. Aquest accés es fa per una escala que en un moment donat es bifurca, anant a parar a façanes diferents. La porta de la façana principal que dona al camí és un arc de mig punt adovellat.

## Història
Es tracta d'una construcció del s. XVIII propera al molí fariner d'en Güell i prop de l'antic castell de Fraumir i de l'església romànica de Sta. Eulàlia de Bonner. Al s. XVIII fou una de les grans masies del terme tot i que després de la guerra civil (1936- 1939) serà abandonada degut a les males comunicacions. A finals dels vuitanta del s. XX canvià de propietaris i es restaurà.